# Invasione di Dominica (1761)
La spedizione in Dominica (o invasione di Dominica) fu uno scontro avvenuto in Dominica nell'ambito della guerra dei sette anni tra forze britanniche e forze francesi. La spedizione si concluse con la vittoria degli inglesi e con l'annessione dell'area all'impero coloniale britannico.

## Preludio
Dalla fine del 1760, la conquista del Canada poteva ormai dirsi completa e diverse truppe inglesi lasciarono il Nord America.
All'inizio di gennaio del 1761, William Pitt aveva informato Amherst che alcune delle sue truppe sarebbero state richieste in autunno per la conquista delle isole di Dominica, Saint Lucia e Martinica. Amherst inviò immediatamente 2000 uomini a Guadalupa, che si trovava già nelle mani degli inglesi dalla spedizione del 1759, da dove si sarebbe dovuti partire per conquistare Dominica e Saint Lucia. Inoltre, Amherst inviò altri 6000 uomini sul finire dell'anno per la presa della Martinica.

## La spedizione

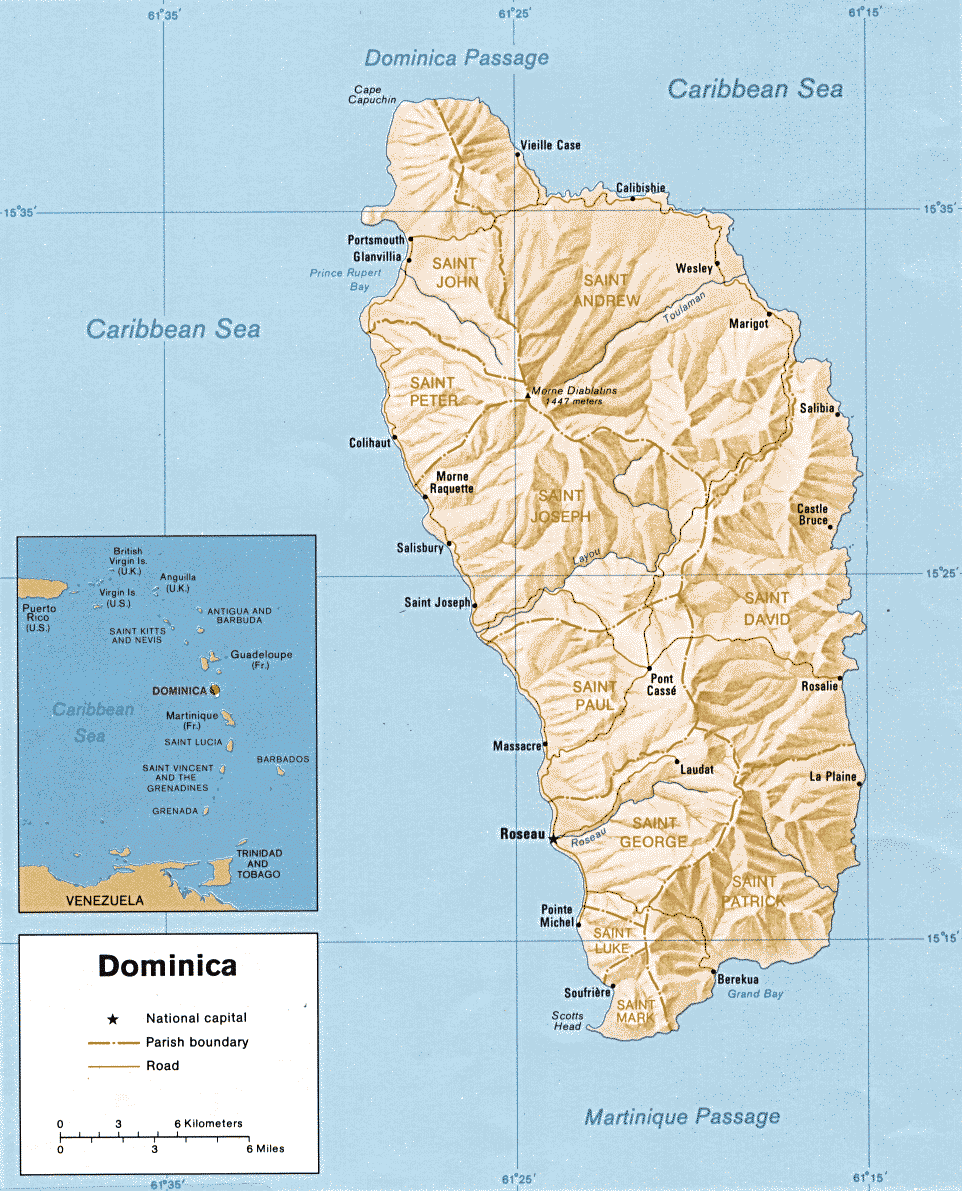
Mappa di Dominica

Nei primi giorni di giugno del 1761, una serie di trasporti iniziò a partire da Guadalupa con la flotta dispersa da una tempesta. Il 3 giugno, giunsero a destinazione quattro navi comandate da lord Rollo, nominato da Amherst al comando dell'operazione.
Il 4 giugno, le navi inglesi, assieme a un'ulteriore imbarcazione proveniente da Guadalupa, salpò sotto scorta di uno squadrone comandato da sir James Douglas, I baronetto, alla volta della stazione nelle Isole Sottovento, per poi cercare il vento giusto e ripartire verso Dominica. Le forze erano composte da:
- un distaccamento della guarnigione di Guadalupe (300 uomini)
- Highlanders (400 uomini)
- 22nd Regiment of Foot
- 94th Vaughan's Regiment of Foot

Lo sbarco venne guidato dal colonnello Rollo, generale di brigata in America, posto al comando delle truppe, e dal commodoro Douglas, comandante in capo delle forze nelle isole Sottovento, al comando di quattro navi di linea, Montague, Sutherland, Belliqueux e con l'ammiraglia sulla Dublin, oltre alla presenza di due fregate.
Il 6 giugno, a mezzogiorno, le forze britanniche giunsero presso l'insediamento di Roseau, dove agli abitanti venne intimata la resa. I francesi replicarono preparando le batterie di artiglieria e le difese locali, che consistevano tra l'altro di due trincee una sull'altra. Rollo sbarcò i suoi uomini e penetrò in città. Temendo che i francesi potessero rinforzarsi col favore della notte, si risolse ad attaccare le trincee immediatamente. Il comandante francese ed il suo secondo vennero entrambi fatti prigionieri dagli inglesi e la resistenza cessò.
Il 7 giugno, Dominica giurò fedeltà a re Giorgio III di Gran Bretagna.

## Conseguenze
A differenza di Guadalupe e della Martinica, il trattato di Parigi del 1763 non restituì Dominica alla Francia. I francesi riconquistarono l'isola durante la guerra d'indipendenza americana nel 1778, lasciando che tornasse sotto controllo britannico nel 1783 e tale rimase sino all'indipendenza nel 1978.

## Galleria d'immagini

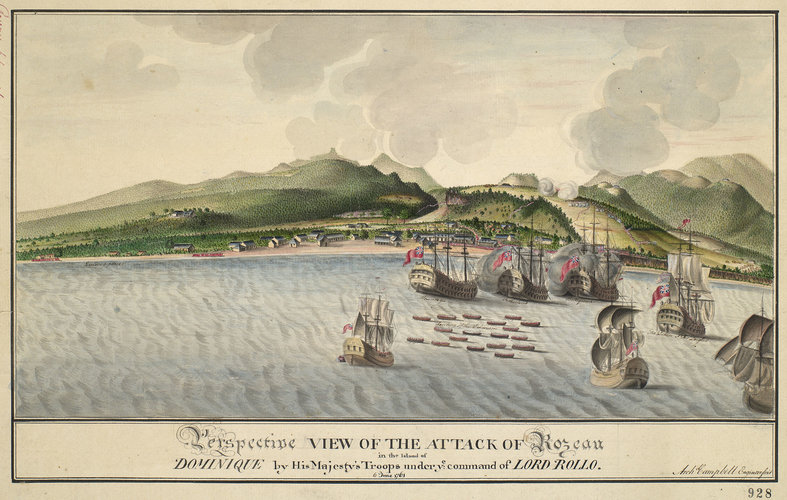
Veduta del conflitto disegnato da Archibald Campbell
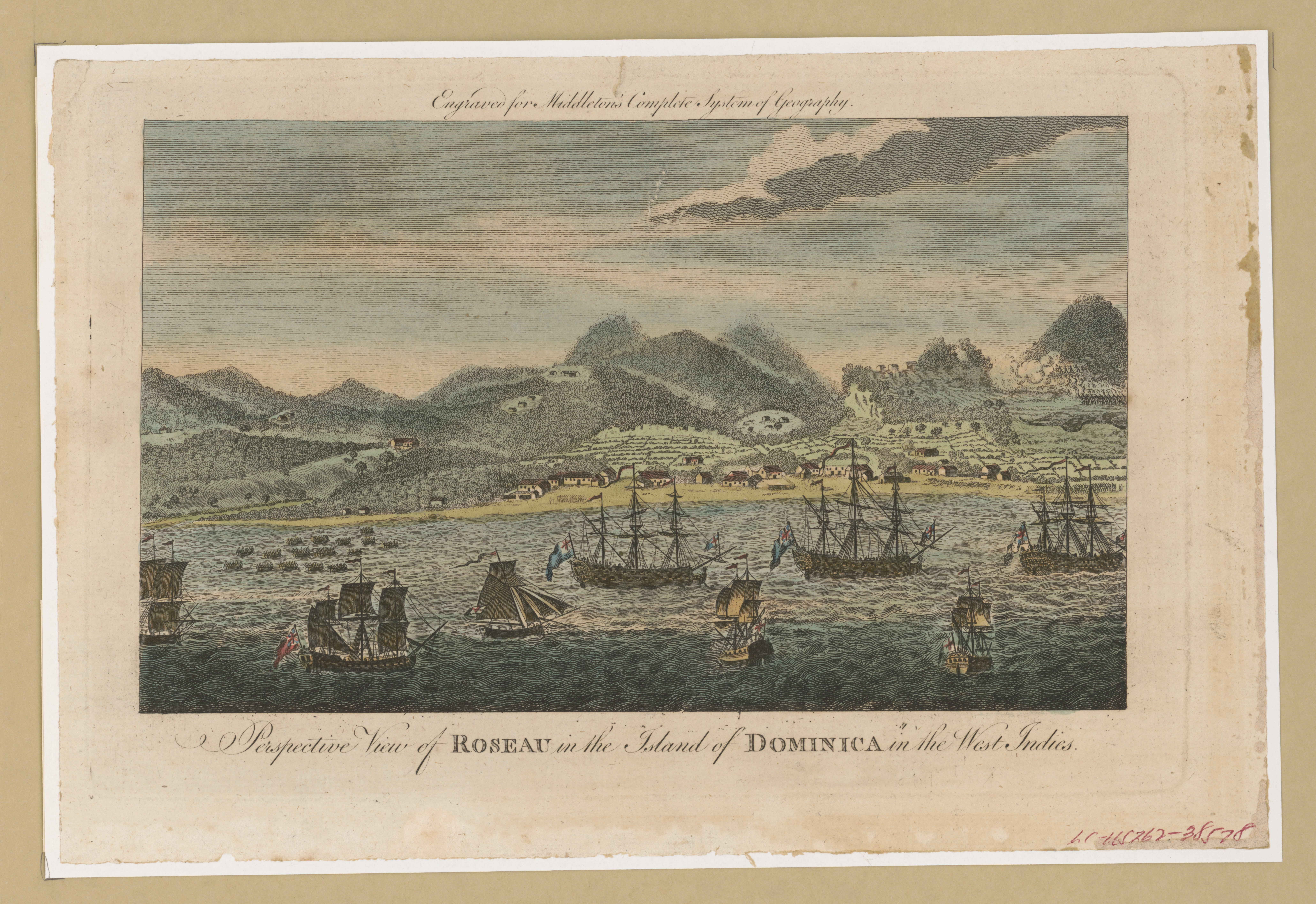
Visione dell'attacco
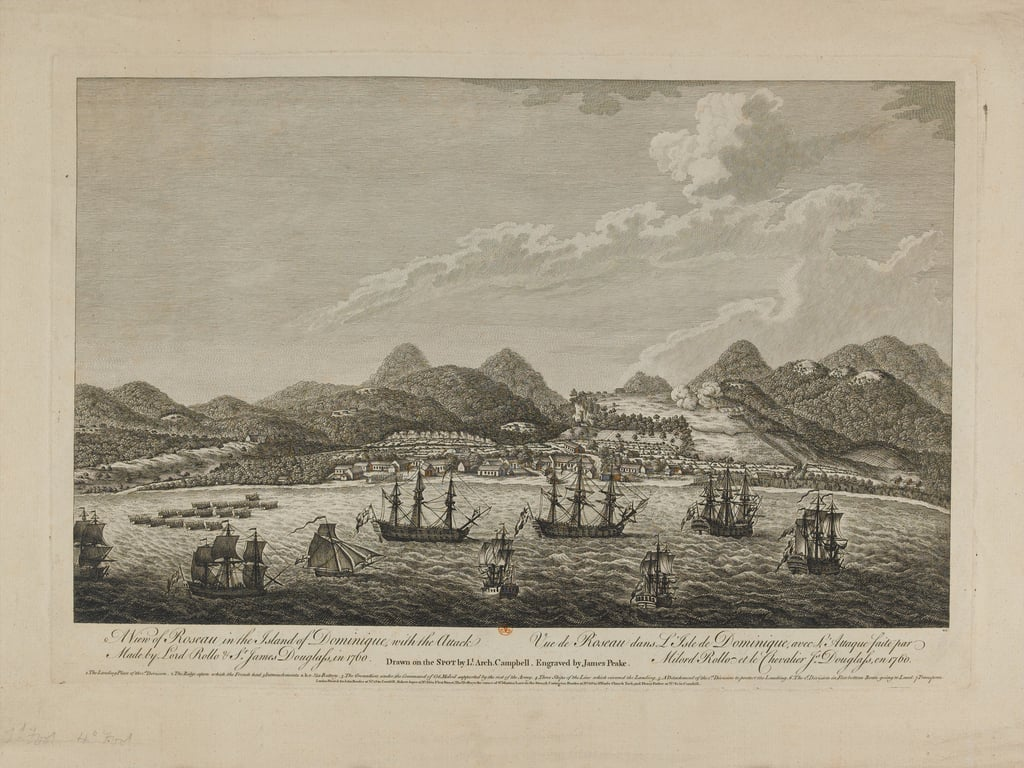
Visione dell'attacco secondo Campbell